# 董樹藩
董樹藩（1932年7月6日—1986年3月6日），字建屏，綏遠省薩拉齊縣人，中華民國政治人物、散文作家，歷任臺灣省警察校區隊長、行政院國軍退除役官兵輔導委員會科員，中國國民黨中央政策委員會幹事、《中央月刊》總編輯、中央文物供應社社長、中國國民黨中央委員會考核紀律委員會副主委、行政院蒙藏委員會委員長，曾供職於中國文化大學、淡江大學、國立中興大學等校擔任副教授、教授，並獲頒榮譽獎章、中興文藝理論獎章、中國文藝協會文藝理論獎章。

## 生平

### 家庭背景
董樹藩原籍山西省代縣，家族自其高祖父時播遷至薩縣，曾祖父董懋德、祖父董如錦兩代以務農植果爲業，父親董湖（字叔平）畢業於國立北平師範大學，任薩縣大車街小學校長30餘年，與母親劉氏育有子女五人，樹藩排行第三，上有長兄董樹錚、長姊董樹娥、妹董樹鑫、弟董樹荃，除了董樹藩在1949年隨政府遷臺以外，其餘兄弟姐妹均留在中國大陸。

### 求學與官職經歷
董樹藩初中時考入蒙古人佔多數的國立伊盟中學。1947年董樹藩加入中國國民黨。1949年，以18歲之齡入北平滙文中學就讀，旋隻身至上海參加中國青年軍206師。1949年隨軍來臺後考取中華民國陸軍軍官學校第二十五期步科，1954年8月畢業時授少尉官階。1956年底，因病奉令退役，轉入中央警官學校擔任區隊長和兵器敎官。1957年7月，其參加大專聯考分發至省立法商學院就讀社會系，大二時考取退除役人員轉任公務員特種考試甲種普通行政優等成績及格，大三時考取全國性公務人員高等考試普通行政人員，1961年6月大學畢業後入國立政治大學公共行政研究所攻讀公共行政碩士，1968年通過筆試取得學位。後調任國民黨秘書處擔任秘書長谷鳳翔的機要，其後出任《中央月刊》總編輯、中央文物供應社社長，於中央月刊總編輯任內曾推出「名著與名人」、「山川文物」、「吉光片羽」等專欄邀請專家學者撰稿；中央文物供應社社長任內則推出「三民主義理論叢書」、「中華文化叢書」等著作，並經國民黨中央考紀會主委梁永章識拔調升為考紀會專任委員，1983年7月27日升任副主任委員。1984年5月28日，在秦孝儀極力推荐以蒙藏人士出掌蒙藏會的大原則之下、由行政院院長俞國華延攬擔任蒙藏委员会委员长，被當時媒體認為是「爆冷」出線。

### 任內病逝
1986年3月6日凌晨1時25分，董樹藩因心肌梗塞病逝於臺北榮民總醫院，享年54歲。同年4月8日上午9時在臺北市第二殯儀舘景仰廳舉行公祭，總統蔣經國特頒「忠勤盡瘁」輓額以示悼念。由治喪會主任委員行政院院長俞國華擔任主祭，隨後並舉行黨旗、國旗覆棺儀式，分別由蔣彥士、谷鳳翔、李煥、秦孝儀爲覆旗委員及李國鼎、周宏濤、吳伯雄、宋長志爲旗官，前總統嚴家淦等政要與各界人士近2000人前往致祭，上午10時由西藏扎珠活佛等六位喇嘛誦經後，發引安葬於臺北縣金山安樂園。

## 家庭
1964年1月4日，董樹藩與夫人董章曉蓉結婚，婚後育有四名子女，分別為：長女董瑞芙、長子董瑞國、次子董瑞人、次女董瑞家，章氏在1984年3月25日因心臟病逝世，董樹藩兩年後（1986年）也因同樣病症病故，夫妻二人離世時四名子女皆尚年幼。

## 出版著作
- 《心靈上的收穫》（臺北：國家出版社，1970年）
- 《心靈的喜悅》（臺北：國家出版社，1975年）
- 《心靈生活》（臺北：水芙蓉出版社，1975年7月）
- 《人生隨筆》（臺北：國家出版社，1976年）
- 《民族文藝叢談》（臺北：水芙蓉出版社，1976年6月）
- 《生命的激流》（臺北：國家出版社，1977年2月）
- 《思想與人生》（臺北：國家出版社，1979年）
- 《思想與生活》（臺北：國家出版社，1979年）
- 《生活的迴響》（臺北：水芙蓉出版社，1979年10月）
- 《知識與道德》（臺北：國家出版社，1980年9月）
- 《思想的喜悅》（臺北：國家出版社，1982年12月）
- 《文藝漫談》（臺北：黎明文化公司，1984年）
- 《生命的喜悅》（臺北：國家出版社，1993年）

## 外部連結
- 文學好臺誌 - 董樹藩簡介
- 台灣作家作品目錄資料庫 - 董樹藩